# Bulleri
Bulleri is een historisch merk van motorfietsen, die misschien nooit in productie gingen.
De Italiaanse technicus Alberto Bulleri uit Pisa bouwde in 1931 een prototype van een bijzondere tweetaktmotor. Hij koos voor twee 136cc-DKW-cilinders, die vooroverliggend gemonteerd werden. De koelribben liepen over het hele carter door. De motor had een geïntegreerd, centraal tussen de cilinders geplaatst vliegwiel en een 180°-krukas. Ook de drieversnellingsbak was in het motorblok gebouwd. Daarmee ontstond een strak ogend 272cc-motorblok, waarvan echter nooit meer iets werd vernomen.